# Richard von Puttkamer
Richard von Puttkamer (* 1826; † 1898) war ein deutscher Verwaltungsbeamter und Rittergutsbesitzer.

## Familie
Richard von Puttkamer wurde geboren als Sohn des preußischen Verwaltungsbeamten und Parlamentariers Eugen von Puttkamer und der Emilie, geb. von Zitzewitz (1803–1852). Der preußische Innenminister Robert von Puttkamer (1828–1900), der preußische Politiker Bernhard von Puttkamer und der preußische Regierungspräsident Jesco von Puttkamer waren seine Brüder.

## Leben
Puttkamer studierte Rechtswissenschaften an der Ruprecht-Karls-Universität Heidelberg. 1844 wurde er Mitglied des Corps Saxo-Borussia Heidelberg. Er wurde Besitzer des Ritterguts Glowitz. Von 1885 bis zu seinem Tod 1898 war er Landrat des Landkreises Stolp.